# 絨狐蝠
絨狐蝠（Pteropus pilosus），又名巴洛島狐蝠、帛琉果蝠或帛琉狐蝠，是密克羅尼西亞群島帛琉已滅絕的狐蝠科動物。牠們的翼展闊約60厘米。毛皮呈褐色，腹部的毛較長及呈銀色。牠們可能於1874年因過份獵殺而滅絕。現時已知有兩個標本，其中一個存放在倫敦的自然歷史博物館。